# Corpo Santo (telenovela)
Corpo Santo é uma telenovela brasileira produzida e exibida pela Rede Manchete e exibida entre 30 de março e 2 de outubro de 1987, em 162 capítulos, substituindo Mania de Querer e sendo substituída por Carmem. Escrita por José Louzeiro, com supervisão de Wilson Aguiar Filho, colaboração de Cláudio MacDowell, Eliane Garcia, Leila Míccolis e Maria Cláudia Oliveira, sob direção de Ary Coslov e Walter Campos e direção geral de José Wilker.
Conta com Christiane Torloni, Reginaldo Faria, Sílvia Buarque, Nathalia Timberg, Lídia Brondi, Otávio Augusto, Jonas Bloch e Sérgio Viotti nos papéis principais.

## Produção

### Início de gravação
A produção da telenovela Corpo Santo foi anunciada em dezembro de 1986 com o título definitivo da próxima novela da Rede Manchete, substituindo Mania de Querer. A trama foi concebida como uma "novela-reportagem", que misturaria casos policiais reais do Rio de Janeiro com linguagem televisiva moderna, inspirando-se nos casos Aída Curi e Caso Mônica. Durante a pré-produção, a Manchete passou por uma mudança interna significativa. Em 5 de dezembro de 1986, o diretor Herval Rossano deixou a emissora após desentendimentos com o diretor-geral, Zevi Ghivelder. Segundo relatos, havia divergências criativas e conflitos quanto ao elenco e à condução da dramaturgia. Uma publicação sugeriu que Ghivelder atribuía a ele a queda de audiência das novelas anteriores e por um atrito anterior envolvendo a atriz Sônia Clara, esposa de Ghivelder.
Em janeiro de 1987, a Manchete oficializou o início da produção de Corpo Santo, agora com José Wilker como diretor do setor e responsável geral pela direção da telenovela. Escrita por José Louzeiro, a trama contou com a direção de Wilker, Walter Campos, Ary Coslov e Cláudio MacDowell, com colaboração de Eliana Garcia. Walter Campos e MacDowell também atuaram como roteiristas. A novela foi planejada com cerca de 120 capítulos, e as gravações começaram em 26 de janeiro do mesmo ano. A produção marcou a primeira novela de José Louzeiro e prometia renovar o fôlego da emissora no gênero. José Wilker afirmou que teve que ser muito cuidadoso com Corpo Santo, por ser a sua primeira novela como diretor na Manchete. Segundo Wilker, a produção era "mais democrática e coletiva". As gravações se deram no Rio de Janeiro, em locações urbanas e estúdios, além de cenas gravadas em São Paulo e no exterior.
Na véspera da estreia, José Wilker avaliou a qualidade dos 10 primeiros capítulos, descrevendo a novela como "o resultado de um trabalho realizado com paixão" e um "investimento no desempenho dos atores e atrizes". Ele elogiou a "química" e a atuação "extraordinária" do elenco, que, em sua opinião, estava "muito acima da média alcançada na maioria das produções brasileiras". Wilker descreveu a novela como uma história de "amor e de humor" com ingredientes de um thriller policial, como "sexo, violência, ação", mas negou qualquer intenção de sensacionalismo. Para ele, o humor na novela era de natureza "épica, brechtiniana", e o objetivo fundamental era "divertir o público" enquanto oferecia uma crítica social bem-humorada. Ele deu como exemplo o síndico do prédio onde a família de Simone Reski mora, que utiliza o dinheiro do condomínio para benefício próprio.

### Escolha dos elencos

Elenco e equipe da telenovela Corpo Santo, com Lídia Brondi, Ary Coslov (diretor), Jonas Bloch, Christiane Torloni, Reginaldo Faria e Tessy Callado.

O escritor José Louzeiro fez a história de Corpo Santo. Passsando pelas rua da Lapa com Reginaldo Faria (seu papel de Téo), explicou o porquê do realismo mágico da novela: “O real é mágico”.

Luiz Carlos Arutin e Alexandre Marques, em uma cena de Corpo Santo.

Téo (Reginaldo Faria) e Simone (Christiane Torloni) na cena do restaurante, onde eles se conheceram.

O elenco de Corpo Santo continuou a ser formado ao longo da pré-produção e início das gravações. Além dos já confirmados Reginaldo Faria, Mariana de Moraes e Nathalia Timberg, a produção anunciou a participação de Jonas Bloch, Nildo Parente, Márcia Rodrigues, Divana Brandão, Ivan Setta, Paschoal Villaboim, Leina Krespi, Ana Lúcia Torre, Roberto Frota e Cristina Pereira. O elenco principal era formado por Christiane Torloni, Reginaldo Faria, Lídia Brondi, Jonas Bloch, Nathalia Timberg, Otávio Augusto, Luiz Carlos Arutin, Roberto Frota, Nildo Parente, Jonas Mello e Luís de Lima. Jonas Bloch, no papel de vilão Giovanni Kepler, conhecido como Russo. O ator se dedicou integralmente ao papel, chegando a recusar quatro propostas de cinema e teatro para participar da novela. Mais tarde, foi confirmada a contratação do ator Luís de Lima para integrar o elenco da novela de José Louzeiro. Antônio Pitanga e Lídia Brondi também foram anunciados como parte do elenco principal, com Lídia interpretando a repórter Bárbara Diniz. Rodrigo Santiago também se juntou ao elenco no papel de Lucas, um amigo próximo de Bárbara Diniz. Beth Berardo foi escalada para o papel de Mônica, uma psicóloga. Nathalia Timberg interpretou Maria Rita Reski, a irmã de Simone. Outra adição ao elenco foi Eliane Narduchi, no papel de Marina, uma prostituta. Para o elenco também foram incluídos os personagens Ramos, um marginal interpretado por Sandro Solviat e o detetive Sila, interpretado por Tião D'Ávila.
Paralelamente, a Manchete, sob a direção de José Wilker, demonstrava interesse em contratar a atriz Lúcia Veríssimo para um dos papéis de destaque na novela. Veríssimo estava em um impasse contratual com a TV Globo onde atuava em Roda de Fogo, e a Manchete aguardava um sinal verde para tentar sua contratação.
A busca pela protagonista Simone teve alguns contratempos. Sônia Braga foi a primeira convidada para o papel, mas recusou para priorizar sua carreira internacional. A solução veio quando a atriz Christiane Torloni foi escalada para viver a personagem. A contratação ocorreu após Torloni romper seu contrato com a TV Globo, motivada por sua insatisfação com a personagem que interpretava em Selva de Pedra. As negociações com a atriz já estavam "bem encaminhadas" no início de janeiro de 1987.
Sônia Braga recusou o papel de Adriana, que seria uma participação especial gravada em Los Angeles, Estados Unidos. O papel foi assumido por Maitê Proença, que interpretou a estilista de moda Adriana, uma personagem que se envolvia em uma trama de contrabando de vídeos com o personagem de José Wilker. Maitê aceitou o convite para poder encerrar um compromisso com o filme A Dama do Cine Xangai. As primeiras cenas de Corpo Santo foram gravadas em Nova Iorque, com direção de Ary Coslov e Walter Campos. Os personagens Alexis (José Wilker) e Adriana (Maitê Proença) aparecem nessas cenas, envolvidos no contrabando de filmes pornôs. Sua participação, no entanto, ficou limitada aos primeiros capítulos, e a atriz não retornaria mais à novela. Denise Dumont foi outra atriz contratada para uma participação especial, atuando em cenas gravadas em Los Angeles ao lado de José Wilker. A ideia era atrair o público com participações sofisticadas no exterior foi um dos pilares da estratégia da emissora.

### Investimento em elenco e equipe técnica
Em 18 de janeiro de 1987, foi destacado o ambicioso projeto da Manchete. O diretor geral Rubens Furtado afirmou que a emissora estava se expandindo em todas as frentes, contratando não apenas novos atores, mas também autores, iluminadores, produtores e cenógrafos. Ele destacou que o investimento em novos talentos incluía salários competitivos, chegando a pagar quase o dobro do que a Globo oferecia em alguns casos. Para a equipe técnica, a Manchete contratou 30 novos profissionais, incluindo a cineasta e produtora de arte Ana Maria Magalhães, os editores Eduardo Ribeiro e Sérgio Louzada, além dos diretores e produtores Eduardo Figueira, Caique Botkay, Luiz Fernando Carvalho, Paulo Indio,
Beto Leão, Ari Coslov, Lúcia Fernanda e os cenógrafos Raul Neves e Irênio Maia. A emissora também modernizou seus estúdios em Água Grande, instalando ar-condicionado para aprimorar as condições de trabalho. A novela vendeu oito cotas de patrocínio, com um orçamento de 3,1 milhões de cruzados.

### Detalhes adicionais sobre o elenco e a equipe
A personagem Simone Reski, interpretada por Christiane Torloni, foi descrita como uma mulher de coragem, amor e uma mãe. A personagem é uma "viúva de um pintor" e dona de uma livraria, com a trama envolvendo a necessidade de vender seu negócio. A trama também contaria com Silvia Buarque no papel de Lúcia (Lucinha) e Lu Modesto no papel de Valéria. Lúcia, a filha de 16 anos de Simone, teria habilidades paranormais. Lúcia seria a primeira a detectar um assassinato. Silvia Buarque gravou cenas importantes no Instituto de Psicologia Aplicada e sua personagem ganharia maior destaque nos próximos capítulos.
A personagem Bárbara Diniz, interpretada por Lídia Brondi, é uma "homenagem do autor José Louzeiro a uma jornalista real". Louzeiro descreveu a personagem como uma "mulher moderna" e "totalmente empenhada". Lídia Brondi, que já havia trabalhado na série Márcia e seus problemas (1974) na TVE Brasil, preferiu seguir sua "intuição" para a construção da personagem, em vez de tentar imitar a repórter real.
O personagem Téo, interpretado por Reginaldo Faria, foi descrito como um "malandro" com um "falso ar de bondade". Para compor a personagem, Téo usava óculos Ray Ban, o que o tornou inesquecível. O roteiro, descrito como tendo um tom de "realismo mágico latino-americano," foi um grande atrativo para o elenco. O ator Reginaldo Faria revelou que um dos motivos para aceitar o convite foi a presença de José Louzeiro como autor, a quem considerava um "grande autor". As últimas cenas da novela seriam gravadas totalmente no Peru.
Em 20 de março de 1987, durante um coquetel de lançamento, a Manchete apresentou à imprensa e convidados um clipe da nova novela. O evento, realizado no Palladium, em São Paulo, contou com a presença de parte do elenco, incluindo Reginaldo Faria, Christiane Torloni, Lidia Brondi, Carlos Arutim, Otávio Augusto, Silvia Buarque, Rogério Fróes e Jonas Bloch. A ausência de José Wilker, que atuava como Diretor de Teledramaturgia, foi um dos grandes destaques da noite.
Jonas Bloch descreveu seu personagem, o criminoso Russo, como uma figura que "denuncia abertamente a violência e a corrupção" da sociedade brasileira. Bloch ressaltou que Russo foi construído para quebrar o preconceito de que criminosos no Brasil são sempre "desdentados, ignorantes e negros", afirmando que a "grande marginalidade brasileira é da classe média para cima". Ele também criticou a censura brasileira, que, segundo ele, fazia cortes na novela com o pretexto de proteger o público, mas na verdade era "colonizada". Bloch defendeu a inovação da linguagem da novela, que ele considerava uma alternativa para o público "cansado de ver e ouvir estorinhas de menino bonitinho que quer se casar com a mocinha".

### Estreia
A estreia oficial da novela Corpo Santo foi anunciada para o dia 30 de março de 1987, com exibição prevista para as 21h30, uma data que foi alterada em relação ao planejamento inicial de 23 de março, deu no lugar de Mania de Querer.

### Desenvolvimento e eventos da trama
O autor José Louzeiro afirmou ter preparado “os mais picantes temperos” para a “contagem regressiva” da novela, com a trama “subindo do crime e do sexo”. A narrativa tomou novo fôlego com a morte da protagonista Simone Reski (Christiane Torloni), fato marcante que reconfigurou o rumo da história. A decisão de eliminar a figura feminina central foi vista como ousada e crítica. A direção da Manchete negou rumores de desentendimento entre a Torloni e Adolpho Bloch (fundador da Rede Manchete), sustentando que a saída da atriz havia sido planejada como uma virada dramática na narrativa. A própria atriz elogiou a coragem da emissora em adotar esse rumo.
Segundo Louzeiro, a morte da heroína visava desmistificar o papel tradicional da protagonista nas novelas, expondo a vulnerabilidade do cidadão comum diante da violência e da crise social brasileira. A personagem, centrada em questões cotidianas como a sobrevivência e as dificuldades financeiras, representava a simplicidade e a realidade do telespectador. O autor também criticou o “padrão de felicidade branco e heterossexual” das telenovelas convencionais, alegando que heroínas viciam e causam torpor. Com isso, buscou atingir o “ponto máximo da emotividade” e abrir espaço para novos desdobramentos na trama, descrita por ele como “uma dramaturgia de motivação popular e ágil”.
A cena do assassinato de Simone foi gravada em um matagal nos arredores dos estúdios da Manchete, na zona norte do Rio de Janeiro (Guadalupe), e foi ao ar no capítulo exibido em 15 de julho. A sequência envolvia sua filha Lúcia (Silvia Buarque), que possuía habilidades paranormais e “enxergava” o crime através dos óculos do pai. A partir da morte da mãe, a personagem adquire credibilidade junto à polícia, ganhando importância na condução da narrativa.
A repórter Bárbara (Lídia Brondi), inicialmente uma personagem secundária, cresce na trama após ser demitida do jornal por insistir em denunciar as ações de um grupo de extermínio conhecido como “Esquadrão da Morte”. Bárbara vive um conflito entre seus ideais profissionais e sua paixão por Téo (Reginaldo Faria), um criminoso perigoso. A relação entre ambos se intensifica depois que Téo a salva de uma ameaça do esquadrão, iniciando um romance marcado pela tensão moral.
O vilão Téo é visitado na prisão por um assassino contratado por Russo (Jonas Bloch), mas sobrevive ao ataque e revida com violência. Russo, revelado como um “homossexual enrustido” com obsessão por Téo, é descrito como um personagem ambíguo, que alterna aparente bondade com ódio profundo de si mesmo. Sua relação conflituosa com o protagonista contribui para o desfecho trágico da história.
A novela ainda abordou temas como o tráfico de bebês — incluindo a personagem Vanda (Divana Brandão), cuja criança é sequestrada — e a epidemia de AIDS. Marina (Ellene Narduchi), uma prostituta, contrai o vírus, tornando Corpo Santo a primeira telenovela brasileira a tratar diretamente da doença. Nos momentos finais, a narrativa se intensifica com o embate entre Lúcia e Russo. A jovem confronta o assassino da mãe e pressente sua energia negativa, sendo ameaçada de morte. A tensão atinge o ápice com a chegada de Téo ao local, encerrando a sequência com o confronto direto entre os dois rivais.

### Final de gravação
As gravações de Corpo Santo foram concluídas em meados de setembro de 1987. O último capítulo foi exibido em 2 de outubro de 1987, totalizando 162 capítulos.

## Enredo
Recém-chegada no Rio de Janeiro, Simone logo se apaixona por seu vizinho Téo, sem imaginar que ele é um produtor de filmes pornográficos ilegais. É rival de Russo – que esconde uma atração por ele – e ambos disputam para suceder Grego na liderança da distribuição internacional do conteúdo. Téo logo se interessa em fazer um filme com Lucinha, filha de Simone de 15 anos, e passa a pressionar a menina sem que a mãe saiba, quase conseguindo em dado momento da história se não fosse por um detalhe: a imagem da menina não aparece na filmagem por ela ter proteção divina. Com ajuda de sua tia-avó Maria Rita, que é espírita, Lucinha começa a entender seu dom, enquanto Simone passa a descobrir quem é o homem que colocou em sua vida.
Em paralelo há Bárbara, uma jornalista que investiga a ligação de Grego e todo o grupo na comercialização ilegal da pornografia e do tráfico de drogas, além da ligação da polícia no esquema, inclusive o delegado Arturzão. Quem também faz uma investigação secreta na polícia é o perito criminal Vidigal. No prédio de Simone mora Perdigão, síndico bonachão e mulherengo que desvia dinheiro dos condôminos e lida com o cômico ciúme da esposa Marta. Eles tem dois filhos: a romântica Estela e Carlinhos, o grande amor de Lucinha. Ainda há Isaura, empregada de Simone que sonha em desencalhar, e Marina, uma das atrizes pornôs da produtora de Grego que contrai HIV+ e passa a ser hostilizada.

## Elenco
| Ator                  | Personagem              |
| --------------------- | ----------------------- |
| Christiane Torloni    | Simone Reski            |
| Reginaldo Faria       | Téo Ribeiro             |
| Sílvia Buarque        | Lúcia Reski (Lucinha)   |
| Nathalia Timberg      | Maria Rita Reski        |
| Lídia Brondi          | Bárbara Diniz           |
| Otávio Augusto        | Delegado Arturzão       |
| Jonas Bloch           | Giovanni Kepler (Russo) |
| Sérgio Viotti         | Nicholas Kazan (Grego)  |
| Ângela Vieira         | Mara Kazan              |
| Luís Carlos Arutin    | Perito Vidigal          |
| Cristina Pereira      | Isaura                  |
| Rogério Fróes         | Perdigão Brynner        |
| Ana Lúcia Torre       | Marta Brynner           |
| Marcelo Serrado       | Carlinhos Brynner       |
| Bel Kutner            | Renata Brynner          |
| Chico Diaz            | Orlando Kazan           |
| Ivan Setta            | Detetive Pé Frio        |
| Antônio Pitanga       | Patrício                |
| Nildo Parente         | Rodrigo Viana           |
| Alexandre Marques     | Anselmo                 |
| Roberto Frota         | Delegado Portinho       |
| Germano Vezzani       | Fernando                |
| Roberto Lopes         | Detetive Anísio         |
| Tião D'Ávila          | Detetive Silas          |
| Francisco Dantas      | Detetive Bittar         |
| Expedito Barreira     | Detetive Gaspar         |
| Henrique Pires        | Dr. Marcos Felipe       |
| Maria Alves           | Isadora                 |
| Eliane Narduchi       | Marina                  |
| Divana Brandão        | Wanda                   |
| Lu Modesto            | Valéria                 |
| Antonio Gonzales      | Eduardo                 |
| Márcia Rodrigues      | Sheila                  |
| Ariel Coelho          | Aderbal                 |
| Leina Krespi          | Carminda                |
| Luiz Carlos Niño      | Sérgio                  |
| Alexandre Zacchia     | Esfolado                |
| Júlia Miranda         | Zica                    |
| Gilson Moura          | Ventoinha               |
| Christina Bittencourt | Estela                  |
| Marie Vielmont        | Profª. Marinalva        |
| Paschoal Villaboim    | Zé da Paixão            |

### Participações especiais
| Ator              | Personagem      |
| ----------------- | --------------- |
| José Wilker       | Ulisses Queiróz |
| Maitê Proença     | Adriana Queiróz |
| Guida Vianna      | Ofélia          |
| Rodrigo Santiago  | Lucas Rezende   |
| Cidinha Milan     | Marinalva       |
| Luís de Lima      | Emir Zarlan     |
| Denise Dumont     | Vera            |
| Ary Coslov        | Mário Joyce     |
| Clementino Kelé   | Dr. Montoro     |
| Clemente Viscaíno | Dr. Gonçalves   |
| Lu Mendonça       | Lenira          |
| Alby Ramos        | Parafunda       |
| Isio Ghelman      | Gilles          |
| Nádia Nardini     | Marlene         |
| Ricardo Fróes     | Luiz da Padaria |
| Isabel Tereza     | Gabi            |
| Sandro Solviat    | Ramos           |
| Beth Berardo      | Mônica          |
| Marco Miranda     | Jair            |

## Reprises
Reapresentada pela Manchete em três ocasiões: na íntegra, de 5 de dezembro de 1988 a 20 de julho de 1989, às 13h; e em compacto, de 21 de janeiro a 15 de junho de 1991, às 19h30 em 121 capítulos, e de 2 de agosto a 27 de outubro de 1993, em 94 capítulos, às 18h30.

## Trilha sonora

### Corpo Santo – Trilha Sonora Original
Corpo Santo – Trilha Sonora Original é a trilha sonora da telenovela homônima brasileira da Rede Manchete, lançada em julho de 1987 pela gravadora RCA Victor e parceria com a Bloch Produções (a empresa do Grupo Bloch) em LP e cassete. O álbum é composto por canções nacionais interpretadas por artistas brasileiros da MPB, pop e rock, que tocaram em diversas cenas da telenovela destacando temas centrais de crime, violência, paixão, humor e elementos de paranormalidade, serve de pano de fundo para os momentos de tensão e emoção vividos pelos personagens da trama.
| Lado A |                                         |                                           |                                     |         |  |
| N.º    | Título                                  | Compositor(es)                            | Artista(s)                          | Duração |  |
| 1.     | "Amor Explícito" (Tema de Simone e Téo) | Nico Rezende Paulinho Lima Antonio Cicero | Simone (participação de Roupa Nova) | 3:46    |  |
| 2.     | "Um Lugar No Mundo" (Tema de abertura)  | Ricardo Feghali Nando                     | Roupa Nova                          | 3:48    |  |
| 3.     | "Mensagem de Amor"                      | Hebert Vianna                             | Leo Jaime                           | 4:28    |  |
| 4.     | "Condição" (Tema da Bárbara)            | Lulu Santos                               | Lulu Santos                         | 4:21    |  |
| 5.     | "Se Eu Soubesse"                        | William Magalhães Duda Cavalcante         | Tim Maia                            | 4:59    |  |
| 6.     | "Lua do Leblon"                         | Lisieux Costa Fausto Nilo                 | Fagner                              | 4:45    |  |

| Lado B |                                            |                                             |                                           |         |  |
| N.º    | Título                                     | Compositor(es)                              | Artista(s)                                | Duração |  |
| 7.     | "Um Sonho a Dois" (Tema da Lucinha)        | Michael Sullivan Paulo Massadas             | Joanna, participação especial: Roupa Nova | 5:15    |  |
| 8.     | "Segurança"                                | Humberto Gessinger                          | Engenheiros do Hawaii                     | 3:18    |  |
| 9.     | "Família"                                  | Arnaldo Antunes Toni Belloto                | Titãs                                     | 3:32    |  |
| 10.    | "Coração pra Coração" (Tema da Wanda)      | Augusto Cesar Claudio Rabello               | Fevers                                    | 2:50    |  |
| 11.    | "Si Si, No No" (Tema de Ulisses e Adriana) | João Bosco                                  | João Bosco                                | 5:45    |  |
| 12.    | "Passos no Porão"                          | Wander Taffo Lee Marcucci Mauricio Gasperin | Rádio Táxi                                | 4:14    |  |

### Corpo Santo – Trilha Sonora Original Internacional
Corpo Santo – Trilha Sonora Original Internacional é a segunda trilha sonora da telenovela brasileira da Rede Manchete, lançado em agosto de 1987 pela gravadora RCA Ariola e parceria com a Bloch Produções (a empresa do Grupo Bloch) em LP e cassete. A trilha é composta por canções internacionais em diversos idiomas, sendo majoritariamente em inglês. Das 12 faixas do álbum, onze são músicas cantadas em inglês e uma faixa instrumental do final da trilha. As músicas foram selecionadas para serem tocadas em diversas cenas da telenovela, pontuando os momentos de romance, mistério, glamour, tensão emocional e eventos sobrenaturais que permeava a trama, e também serviram como temas icônicos dos personagens da novela.
| Lado A |                                                      |                              |              |         |  |
| N.º    | Título                                               | Compositor(es)               | Artista      | Duração |  |
| 1.     | "Someday"                                            | Glass Tiger Jim Vallance     | Glass Tiger  | 3:46    |  |
| 2.     | "If I Could Hold On To Love" (Tema de Téo e Bárbara) | Randy Goodrum Steve Lukather | Kenny Rogers | 4:13    |  |
| 3.     | "You Touched My Life"                                | Gwen Guthrie                 | Gwen Guthrie | 4:28    |  |
| 4.     | "(I Just) Died in Your Arms"                         | Nick Van Eede                | Cutting Crew | 3:52    |  |
| 5.     | "Get Your Love Right"                                | Winston Sela                 | Sabiha Kara  | 4:03    |  |
| 6.     | "I Can't Help Falling In Love With You"              | Creatore Peretti Weiss       | Corey Hart   | 4:45    |  |

| Lado B |                                                |                               |                          |         |  |
| N.º    | Título                                         | Compositor(es)                | Artista                  | Duração |  |
| 7.     | "Standing On Higher Ground" (Tema de Téo)      | Eric Woolfson Alan Parsons    | The Alan Parsons Project | 5:01    |  |
| 8.     | "I Got The Feeling (It's Over)"                | Gregory Abbott                | Gregory Abbott           | 4:04    |  |
| 9.     | "How Many Lies?" (Tema da Mara)                | G. Kemp                       | Spandau Ballet           | 5:15    |  |
| 10.    | "Easy"                                         | Ponte Inês Oliveira Hinchey   | Dora                     | 4:12    |  |
| 11.    | "The Future's So Bright (I Gotta Wear Shades)" | Pat Mac Donald                | Timbuk 3                 | 3:22    |  |
| 12.    | "Late Evening" (Instrumental)                  | Bernard Arcadio Joel Fajerman | Bernard Arcadio          | 3:21    |  |

## Audiência
O primeiro capítulo de Corpo Santo, exibido às 21h20 de uma segunda-feira, conquistou para a Rede Manchete uma audiência de dois dígitos. A telenovela obteve média de 14% de share, superando o desempenho da antecessora Mania de Querer, que havia registrado 9,5% de audiência na semana anterior. No mesmo horário, a TV Globo alcançava 63,5%, e a Band, 2%, segundo dados do IBOPE.
Em 26 de julho de 1987, a emissora já considerava Corpo Santo um sucesso consolidado, com a trama atingindo entre 20% e 25% de audiência no Rio de Janeiro. O diretor-geral da Manchete, Rubens Furtado, declarou que a rede necessitava de média nacional de 15% para garantir sua autossustentação. No entanto, os índices alcançados no mercado carioca já indicavam viabilidade comercial. A novela também se beneficiou do sucesso anterior de Dona Beija, cuja reexibição contribuiu para a manutenção da audiência e impulsionou o faturamento da Manchete no horário. Em setembro de 1987, Corpo Santo chegou a registrar 28 pontos no IBOPE.
Um dos momentos de maior repercussão da trama foi a exibição da cena do assassinato de Simone (Christiane Torloni), que rendeu 31 pontos de audiência no Rio de Janeiro, marcando o ápice de audiência da produção.

## Prêmios e indicações
| Ano  | Prêmio      | Categoria                | Indicado           | Resultado | Ref.   |
| ---- | ----------- | ------------------------ | ------------------ | --------- | ------ |
| 1987 | Prêmio APCA | Melhor Novela            | Corpo Santo        | Venceu    | [ 21 ] |
| 1987 | Prêmio APCA | Melhor Atriz             | Christiane Torloni | Indicado  | [ 21 ] |
| 1987 | Prêmio APCA | Melhor Ator              | Reginaldo Faria    | Indicado  | [ 21 ] |
| 1987 | Prêmio APCA | Melhor Atriz Coadjuvante | Ângela Vieira      | Venceu    | [ 21 ] |
| 1987 | Prêmio APCA | Melhor Ator Coadjuvante  | Sérgio Viotti      | Venceu    | [ 21 ] |
| 1987 | Prêmio APCA | Melhor Roteirista        | José Louzeiro      | Venceu    | [ 21 ] |
| 1987 | Prêmio APCA | Revelação masculina      | Chico Diaz         | Venceu    | [ 21 ] |